# Ambroży Strutyński
Ambroży Strutyński herbu Sas (zm. przed 13 sierpnia 1747 roku) – starosta horodelski od 1735 roku, starosta lubowicki, pisarz wojska koronnego, komisarz województwa bełskiego na Trybunał Skarbowy Koronny w 1738 roku.